# Oravecz István
Oravecz István  (Budapest, 1970. április 2. –) meleg magyar meleg rock- és jazz-zenész. Hangszerei: dobok és ütőhangszerek. Beceneve: Mester és Esteban.

## Élete
Százhalombattán nőtt fel, a '80-as években itt kezdett el dobolni. A '90-es években Budapestre költözött. Kezdetben Modern Talking-rajongó volt, de később a rockzene felé fordult. Az Akela együttesben kapta a Mester becenevet, melyet tehetségével érdemelt ki. A Pittbull együttes dobosaként vált híressé.
1999-ben az USA-ba költözött. A 2000-es évek elején bejárta az USA-t, több híres amerikai sztárral jam-elt. Tampában autó- és hajórestaurátorként dolgozik.

## Iskolái
- OSZK
- Szanyi János
- Donászy Tibor

## Pályafutása
1992-ben az Akela együttessel ismerte meg a szakma és közönség. 1993-ban megalapította a Slam együttest, melyben Kun Péter volt a gitáros és Csordás Levente az énekes. Levente a Mester kapacitálásának engedve jött haza Los Angelesből. Kun Péter váratlan halála után gitárost kerestek, sok zenészt meghallgattak, de az új felállásban a Mester már nem érezte jól magát, ezért 1995-ben kilépett. Szűcs Norbert zenekarába, a Pittbull együttesbe ment. A Kiszárdt Folyó című dalukkal komoly sikereket értek el, országos sláger lett, sok együttes játssza a mai napig. 1997-ben csatlakozott a Snakeheart zenekarhoz.

Oravecz István 1992-ben a dobok mögött

## Zenekarok
- Akela (1992)
- Slam (1993-1994)
- Pittbull (1995-1996)
- Snakeheart (1997-1998)

## Diszkográfia
- Pittbull: Kiszáradt folyó CD KRCD505 (1996)
- Pittbull: Kiszáradt folyó MC KRMK505 (1996)